# حارة الخير والسلام (صنعاء)
حارة الخير والسلام هي إحدى حارات حي معين بمديرية معين إحد مديريات العاصمة اليمنية صنعاء، بلغ تعداد سكانها 18000 نسمة حسب تعداد اليمن لعام 2004.